# Raven’s Cry
Raven’s Cry ist ein Action-Adventure mit Rollenspiel-Elementen, das zunächst vom finnischen Entwickler Octane Games und letztlich vom polnischen Studio Reality Pump für Topware Interactive entwickelt wurde. Das Spiel kam nach mehrfacher Verschiebung 2015 für Windows, Mac OS und Linux auf den Markt und erntete u. a. aufgrund technischer Probleme mehrheitlich negative, teils vernichtende Kritiken. Noch im selben Jahr veröffentlichte Topware eine überarbeitete Version unter dem neuen Titel Vendetta – Curse of Raven’s Cry. Ursprünglich geplante Portierungen für Spielkonsolen wurden nie umgesetzt.

## Handlung und Spielprinzip
| Figur                 | Sprecher            |
| --------------------- | ------------------- |
| Christopher Raven     | Stefan Günther      |
| Marcus                | Hartmut Neugebauer  |
| Maria                 | Anke Reitzenstein   |
| Milly                 | Shandra Schadt      |
| Charlotte             | Angela Quast        |
| Tirado/Arko           | Carlos Lobo         |
| Weedy/Lancaster/Avery | Ekkehard Belle      |
| Kensington            | Klaus Lochthove     |
| Santorio              | Bernd Vollbrecht    |
| Neville               | Kaspar Eichel       |
| Amber                 | Britta Steffenhagen |
| Donovan               | Ronald Nitschke     |
| Black Pete            | Robert Missler      |
| Hammerhead Harry      | Thomas Nero Wolff   |
| Koffi                 | Tilo Schmitz        |

Raven’s Cry erzählt eine Rachegeschichte des Piraten Christopher Raven, dessen Familie vom blutrünstigen Kapitän Neville einst brutal ermordet wurde. Raven überlebte das Gemetzel knapp, verlor jedoch eine Hand, die er als Erwachsener durch eine Hakenhand-Prothese ersetzte. Aufgewachsen in der Obhut des ehemaligen Sklaven Marcus, wird Raven selbst Pirat. Als er in Saint Lucia das Kommando eines Schiffs übernimmt und zu einer ersten Fahrt aufbricht, stößt er auf ein bereits geplündertes Schiff. Die Vorgehensweise der Plünderer weckt in Raven sofort die Erinnerung an Neville. Er begibt sich auf die Jagd nach dem Mörder seiner Familie, um endlich Rache zu nehmen.
Spielerisch steuert man Christopher Raven direkt aus einer Verfolgerperspektive durch die Inselwelt der Karibik. In Hafenstädten kann er verschiedene Einrichtungen aufsuchen, bspw. um Handel oder Glücksspiel zu betreiben sowie mit potentiellen Auftraggebern zu sprechen. Kämpfe werden in Echtzeit geführt. Die Reise zu anderen Inseln erfolgt über eine Weltkarte, auf der das Reiseziel ausgewählt wird und Ravens Schiff in Form eines Symbols die Route dorthin abfährt. Während der Fahrt kann es zu Begegnungen mit anderen Schiffen kommen, die zu Schiffskämpfen und Kapermanövern führen können. Für die Seegefechte wechselt das Spiel wieder in die Grafikansicht, in der man das Schiff steuert und versucht, den Gegner mit der eigenen Schiffsbewaffnung zu versenken. Beim Entern wird ein Optionsmenü eingeblendet, in dem man die Mannstärke der Entertruppe festlegen kann. Andere Nebenbeschäftigungen umfassen bspw. die Suche nach vergrabenen Schätzen oder Aufträge für eine der politischen Parteien in der Region.

## Entwicklung
Das Spiel wurde ursprünglich von Octane Games entwickelt. Topware kündigte im Juni 2011 die Zusammenarbeit mit dem finnischen Unternehmen an und gab den Veröffentlichungszeitraum zunächst mit Frühjahr 2012 an. Entwickelt werden sollte das Spiel für Windows und nicht näher genannte „Next-Gen-Konsolen“. Technische Grundlage des Spiels war die von Reality Pump weiterentwickelte Grace2-Engine, deren Vorgängerversion in Two Worlds 2 zum Einsatz kam. Im April 2013 wurde die Veröffentlichung für die Plattformen Windows und Xbox 360 auf den Oktober 2013 datiert. Im August 2013 vermeldete Topware dann jedoch eine Reorganisation des Projekts an, da die Entwicklung nicht wie erhofft vorangeschritten sei. Die Entwicklung wurde an das unternehmenseigene Entwicklerstudio Reality Pump übertragen, das vor allem das technische Grundgerüst des Spiels vollständig überarbeiten sollte, während die Erzählung von Octane unverändert bleiben sollte. Angekündigt war das Spiel zu diesem Zeitpunkt für Windows, Xbox 360 und PlayStation 3. Das führte letztlich zu einer weiteren Verschiebungsankündigung auf Mai 2014. Im Dezember 2014 wurde die Veröffentlichung der PC-Version ein letztes Mal auf den 28. Januar 2015 verschoben, während für die Konsolenfassungen – mittlerweile für Xbox 360, Xbox One, PlayStation 3 und PlayStation 4 – lediglich das erste Quartal 2015 genannt wurde. Tatsächlich wurden diese Fassungen nie veröffentlicht. 
Im Oktober 2015 kündigte Topware die Veröffentlichung einer überarbeiteten Fassung unter dem neuen Titel Vendetta – Curse of Raven’s Cry an. Topware bewarb die Neuveröffentlichung mit „komplett neuen Spielmechaniken, Gegnern, Waffen, Quests und Upgrades plus einer brandneuen englischen Sprachausgabe“. Für Besitzer der ursprünglichen Version bot Topware ein kostenloses Upgrade an, sofern diese eine entsprechende Anfrage mit Kaufnachweis beim Unternehmen stellten.

## Rezeption
Das Spiel erhielt nahezu durchgehend negative Kritiken. Neben gravierenden technischen Mängeln wurden dem Spiel vor allem eine vulgäre und herabwürdigende Sprache, Sexismus und Homophobie bescheinigt. Die Spielewebsite Polygon listete den Titel in ihrem Jahresrückblick als eines der schlechtesten Spiele des Jahres.

„Trotz all der im Test genannten Macken und Schwächen habe ich die Hauptquestreihe durchgespielt und fühlte mich dabei oft wie die Zuschauer eines Verkehrsunfalls. […] Über viele Design-Punkte, die mir sauer aufstießen, kann man sicher streiten. Ob das nun die aus meiner Sicht völlig unnötig überzogenen und plumpen Dialoge oder die schwach strukturierten Quests sind - mit denen 'kann' man leben. Völlig inakzeptabel sind jedoch schlicht und ergreifend die zahlreich vorhandenen Programmierfehler, mit denen Raven’s Cry nun mal an vielen Stellen daher kommt und dabei auch noch dreist und frech die Hand für den Preis eines AAA-Titels aufhält.“

„Unser Piratenkapitän stolziert wie ein eitler Pfau durch die Karibik, besitzt in Gesprächen eine ständige halbrechte Halssteife - was cool wirken soll, aber unfreiwillig komisch ist. Auf See beleidigt er seine Crew im Stakkato: Landraten, Weicheier, Schwuchteln … Raven steigert sich, aber leider nur im negativen Sinne. Die Autoren schaffen es nicht, die Balance zwischen derb und peinlich zu bewahren, sodass dem Spieler irgendwann nichts anderes übrig bleibt, als darüber zu lachen - oder auszuschalten. Auch das Frauenbild im Spiel ist indiskutabel. Es ist eine Sache, eine frauenfeindliche Gesellschaft von versoffenen Freibeutern darzustellen, aber etwas gänzlich anderes, mit plattesten Beschimpfungen die Weiblichkeit zu Fußabtretern zu degradieren.“

Im Januar 2016 gab es Berichte über den Vorwurf, Topware solle positive Nutzer-Bewertungen auf der Online-Vertriebsplattform Steam gekauft haben. Weder Betreiber Valve, noch Topware waren zu einer Stellungnahme bereit, allerdings wurde der Titel zeitweise aus der Datenbank des Onlineshops gelöscht und war nicht mehr erhältlich, was auf eine Strafmaßnahme seitens Valve hingedeutet habe. Zu einem späteren Zeitpunkt wurde das Spiel wieder in den Katalog aufgenommen.
Topware und seine Entwicklungstochter gerieten nach der Veröffentlichung des Spiels finanziell in Turbulenzen. Reality Pump musste im Mai 2015 für wenigstens eine ihrer Firmierungen Insolvenz anmelden. Topware Interactive benannte sich in Zuxxez Entertainment AG zurück und ging im Februar 2016 ins Insolvenzverfahren (AG Karlsruhe, AZ: G1 IN 783/15 (1)). An ihrer Stelle tritt mittlerweile AC Enterprises eK unter dem Namen Topware Interactive und Vertreiber der Topware-Spiele in Erscheinung, eine Neugründung der Topware-Geschäftsführerin Alexandra Constandache als Einzelunternehmen.